# Гаді аль-Сомайлі
Гаді Суаан аль-Сомалі (араб. هادي صوعان الصميلي جدعان; нар. 30 грудня 1976, Таїфі) — легкоатлет з Саудівської Аравії, призер Олімпійських ігор 2000 року.

## Кар'єра
Гаді аль-Сомайлі народився 1976 року в Таїфі. У 1996 році він взяв участь в Олімпійських іграх в Атланті, але не завоював жодних медалей. 1999 року він завоював золоту медаль Панарабських ігор у бігу на 400 м з бар'єрами. У 2000 році Гаді аль-Сомайлі виграв чемпіонат Азії, а на Олімпійських іграх у Сіднеї завоював срібну медаль, поступившись у фіналі лише американцю Енджело Тейлору. У 2001 році він завоював бронзову медаль на Іграх доброї волі, а у 2002 році завоював золоту медаль Західноазіатських ігор та дві золоті медалі Азійських ігор. У 2004 році він не зміг пробитися у фінал на Олімпійських іграх в Афінах (26 місце у кваліфікації), зате завоював дві золоті медалі Панарабських ігор. 2005 року Гаді аль-Сомайлі знову виграв чемпіонат Азії.